# 塔尔西斯丘
塔尔西斯丘(Tharsis Tholus)是火星塔尔西斯区东部一座中等规模的盾状火山，1972年由水手9号探测器所发现，最初的非正式名称为“火山7号”，1973年，国际天文学联合会正式将它命名为塔尔西斯丘。在行星地质学中，圆丘（“tholus”，复数为“tholi”）指小穹顶丘的术语，通常是一座火山。

## 概述

塔尔西斯区地图，塔尔西斯丘位于最右侧。

塔尔西斯丘坐落在塔尔西斯区东侧边缘北纬13.5度、西经91度处，位于塔尔西斯火山群最北端的艾斯克雷尔斯山东北偏东约800公里处。来自塔尔西斯火山群及区内其他发源口的熔岩流完全包围了塔尔西斯丘，在火山丘底部形成一片广袤的火山平原。塔尔西斯丘大小为155公里×125公里，外观明显呈球状，它被断层作用改造的程度，在火星火山中独一无二，大型正断层横贯并完全穿透整座火山，将山体分成数个主要区块或部分。火山中央有一座细长的破火山口（塌陷火山口），尺寸为36.7×38.9公里，深约3公里。 
从剖面看，塔尔西斯丘呈圆顶状（向上凸起），侧面坡度从靠近山顶的不到1度到高达底部的16度不等，平均山丘坡度10度，是火星上最陡峭的火山之一。该火山海拔约9公里（5.英里），山脚被年轻的（亚马逊纪）熔岩流掩埋，这些熔岩流可能来自塔尔西斯火山群，因此无法准确测定山体真实的大小。据估计，埋在塔尔西斯丘底部的熔岩厚度在500米到3.5公里之间。
火山大部分表面都蒙盖着一层厚厚的细尘埃或火山灰，使火山山体呈现出平整而略带鼓起的外观。除火山口沿壁等陡坡部位外，覆盖层物质掩盖了下方的基岩，火山口西侧和东南壁的崩塌碎屑堆积在火山口坑底。

## 地质

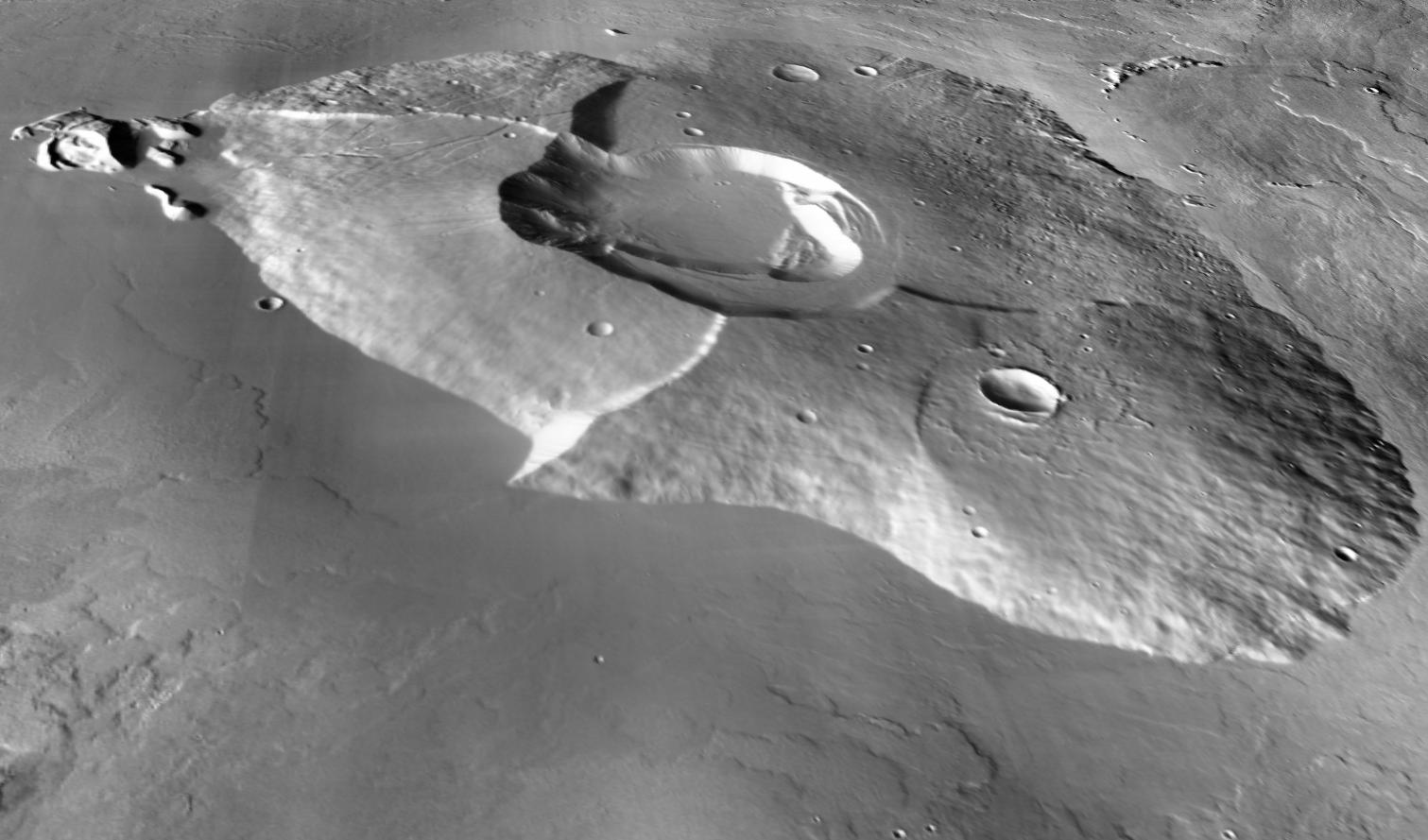
塔尔西斯丘东北向斜视图，请注意位于正断层边界西侧的下沉块体。左上角是一座大型崩塌碎屑堆（DAD）；狭窄的东北向地堑穿过火山；在左下和右上角可看到来自塔尔西斯的大型熔岩流。该图像由热辐射成像系统白昼红外拼接图与火星轨道器激光高度计地形图叠加合成。

该火山相对陡峭的斜坡和穹顶状的形状使一些早期研究人员得出结论，认为火山是由粘性、硅质的熔岩或火山碎屑岩而非流体玄武岩构成。然而，最近基于火星奥德赛号、火星快车号和火星勘测轨道飞行器数据的研究表明，塔尔西斯丘可能是一座玄武岩盾状火山或带有复式火山成分的盾状火山。火星勘测轨道飞行器的火星小型侦察成像光谱仪数据显示，暴露在火山口崖壁上的熔岩由高钙和低钙辉石组成。而大量分布于西侧坡上的橄榄石，似乎只存在于覆盖在火山的尘埃中，未检测到层状硅酸盐（粘土矿物）、硫酸盐或铁氧化物。
塔尔西斯丘有着复杂的火山构造史，该火山丘至少经历了四次不同的结构变形。最明显的变形区域是中央复合火山口，它由一座较老的外火山口和一座较年轻的内火山口组成，火山口的边界是一圈保存完好的同心正断层和外围环形断层系统。第三座几乎看不见的火山口位于火山南侧，火山口的大部分边缘已被一座年轻陨坑喷出的喷射物掩埋；然而，火山口的存在被一块直径约45公里的几乎水平的圆形区域勾勒出来。
一系列大型弧形正断层从火山中心呈放射状向外分布，正断层的偏移量很大并将火山横切成至少四个部分。北部和南部具有平坦、隆起的轮廓；而西部和东部则由向下倾斜的巨大地块组成。其中西部地块的西北边缘存在一座大型崩塌岩屑堆（DAD），似乎是由西侧坡整片滑落的山体材料所构成。一些研究人员将塔尔西丘山体变形与夏威夷茂纳洛亚火山和其他地球火山上观测到的“扇形崩塌”进行了比较。扇形崩塌是因火山横向扩展所引起的突发性大规模山体滑坡。另一个建议与塔尔西斯丘类比的地球对象是位于尼加拉瓜的马德拉斯火山。
除正断层外，一道狭窄的平行地堑系统穿过了火山大部分地区，地堑的走向朝东北方延伸，宽度为0.5至2.8公里，还观察到与地堑相关的坑链。地堑和正断层之间的年代关系复杂。在某些地方，地堑似乎横切过正断层，表明地堑更年轻。但是，局部正断层的走向似乎受到强烈的东北向影响，这代表形成地堑的应力早于正断层。地堑很可能在很长一段时间内反复发展，并且有可能与正断层部分同时发生。
两个破火山口的出现表明火山下面有两座独立的岩浆室。此外，在主火山南侧坡附近还出现过一次裂隙型喷发，形成了一座小型复式火山。因此，塔尔西斯丘可能是两座火山共同生长的结果，其中主火山占据了该结构北部的三分之二。

## 年代
陨石坑计数显示，塔尔西斯丘最古老的部分大约形成于38.2亿年前的诺亚纪晚期。西侧山体似乎约为37.3亿年，而东侧山体显示的年龄约为10.8亿年前（亚马逊纪中期）。大约1.96亿年前（亚马逊纪晚期），南侧山体的一次裂缝喷发产生了熔岩流。因此，火山活动涵盖了超过36亿年的火星史。塔尔西斯丘南侧的裂隙型喷发相对更年轻，因此，表明该火山丘未来仍有可能还会发生火山活动。

## 图集

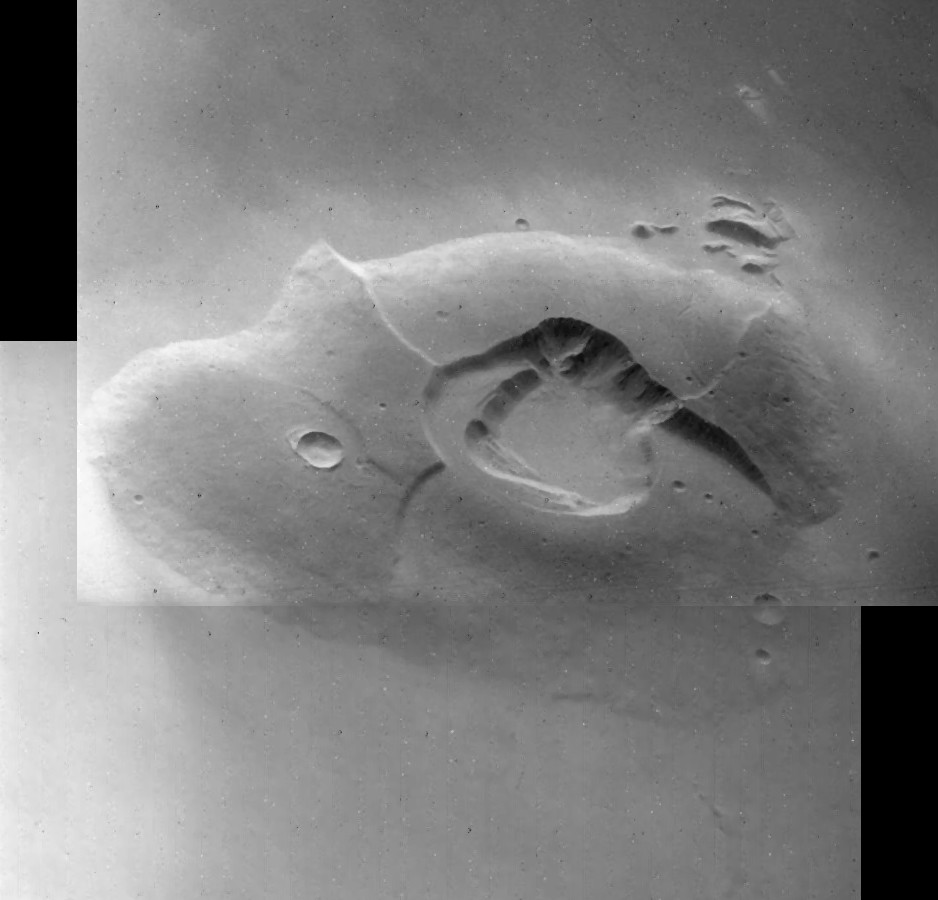
1977年海盗1号轨道飞行器拍摄的塔尔西斯丘照片。
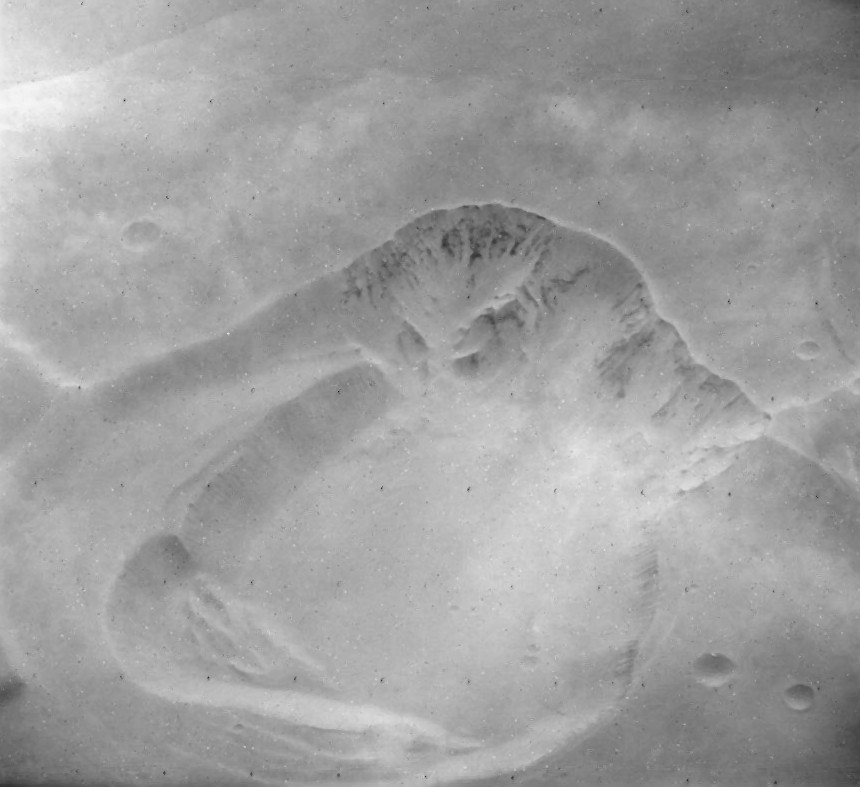
海盗号拍摄的塔尔西斯丘峰顶火山口照片
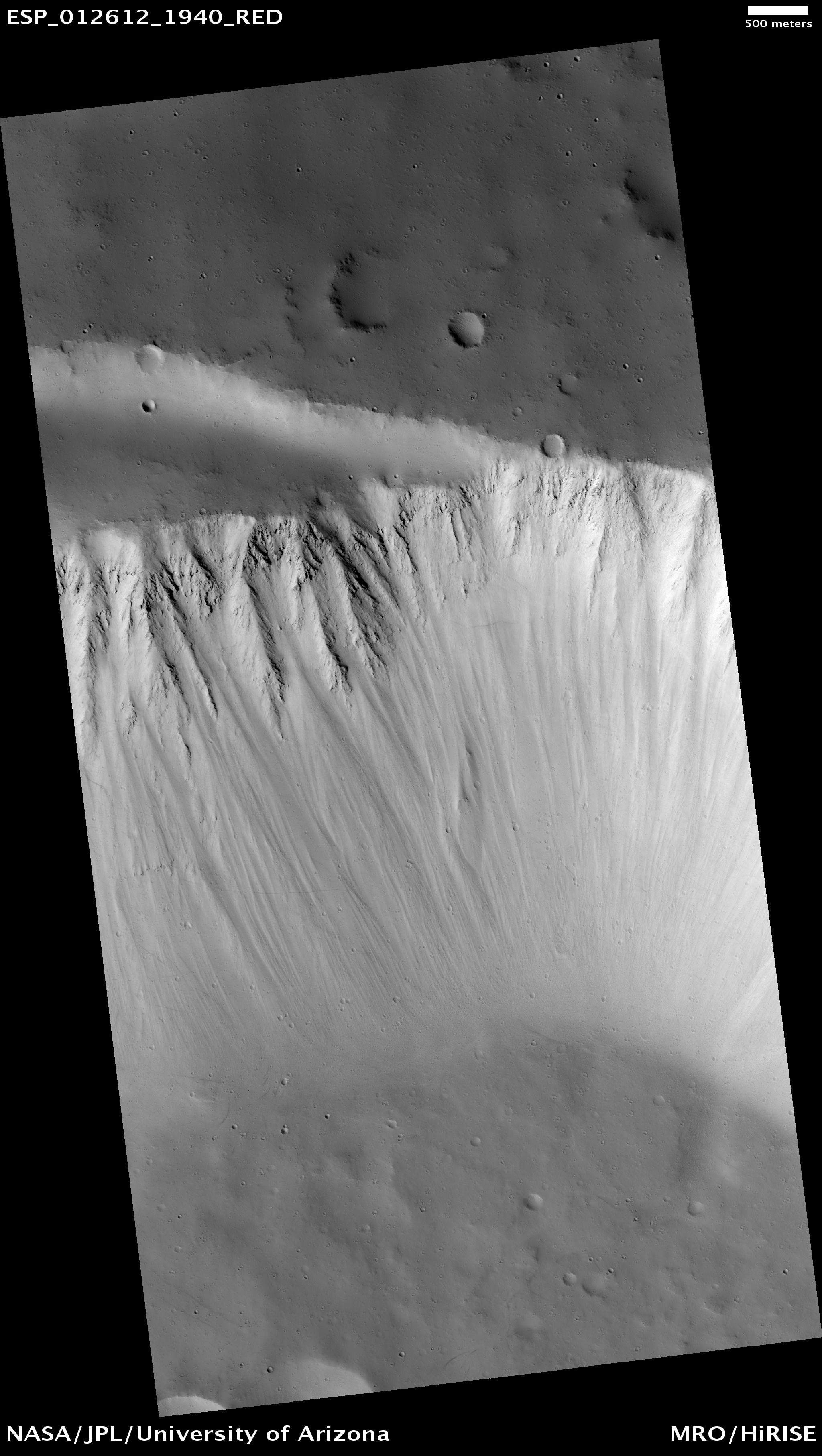
塔尔西斯丘火山口西北壁高分辨率成像科学设备图像，注意顶部的基岩露头。
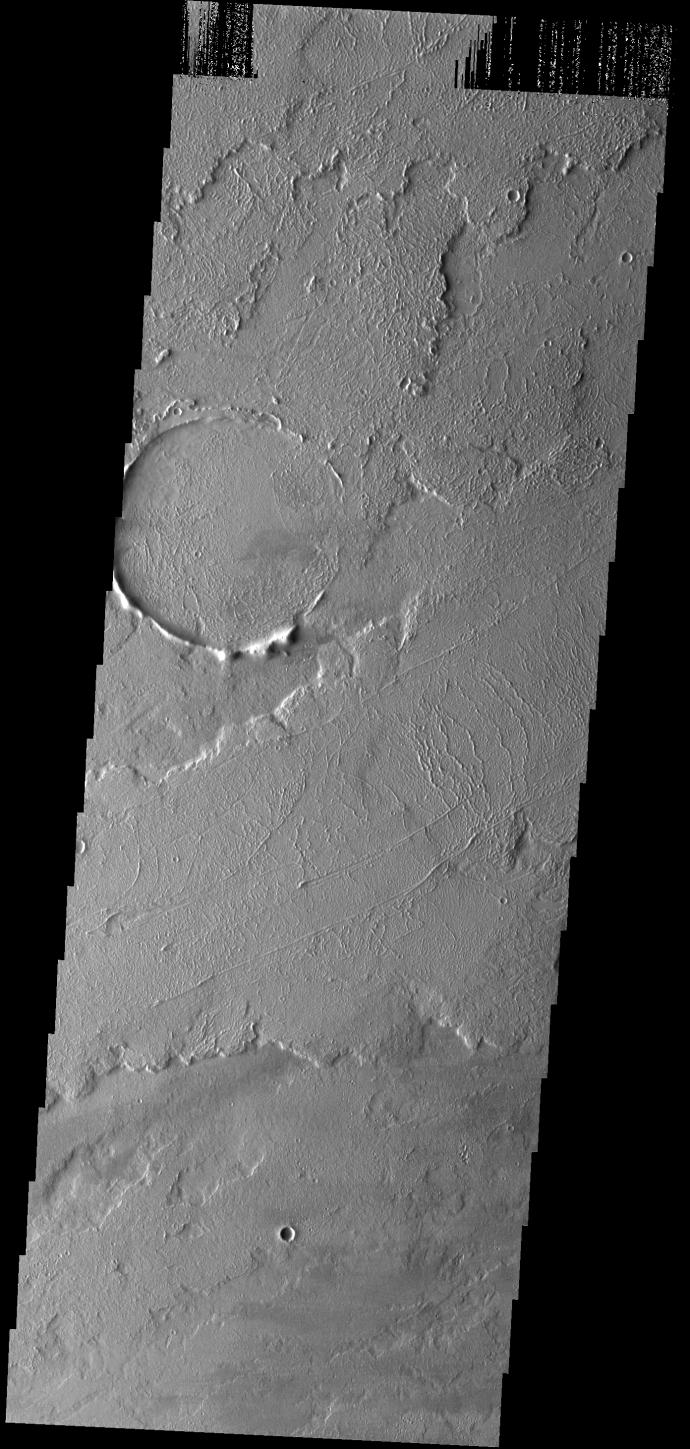
塔尔西斯丘东北部熔岩流平原的热辐射成像系统图像，火山被这些来自塔尔西斯区内向西流淌的亚马逊纪年代熔岩流所包围。
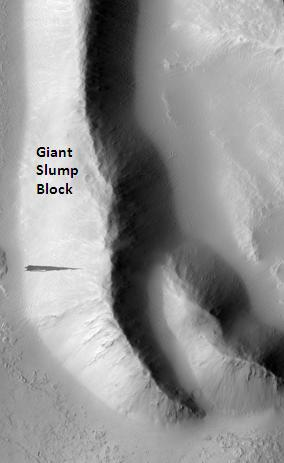
高分辨率成像科学设备拍摄的塔尔西斯丘西北边缘大型坍落岩块或碎屑滑坡堆（右下角），注意位于该图中左侧的暗坡条纹
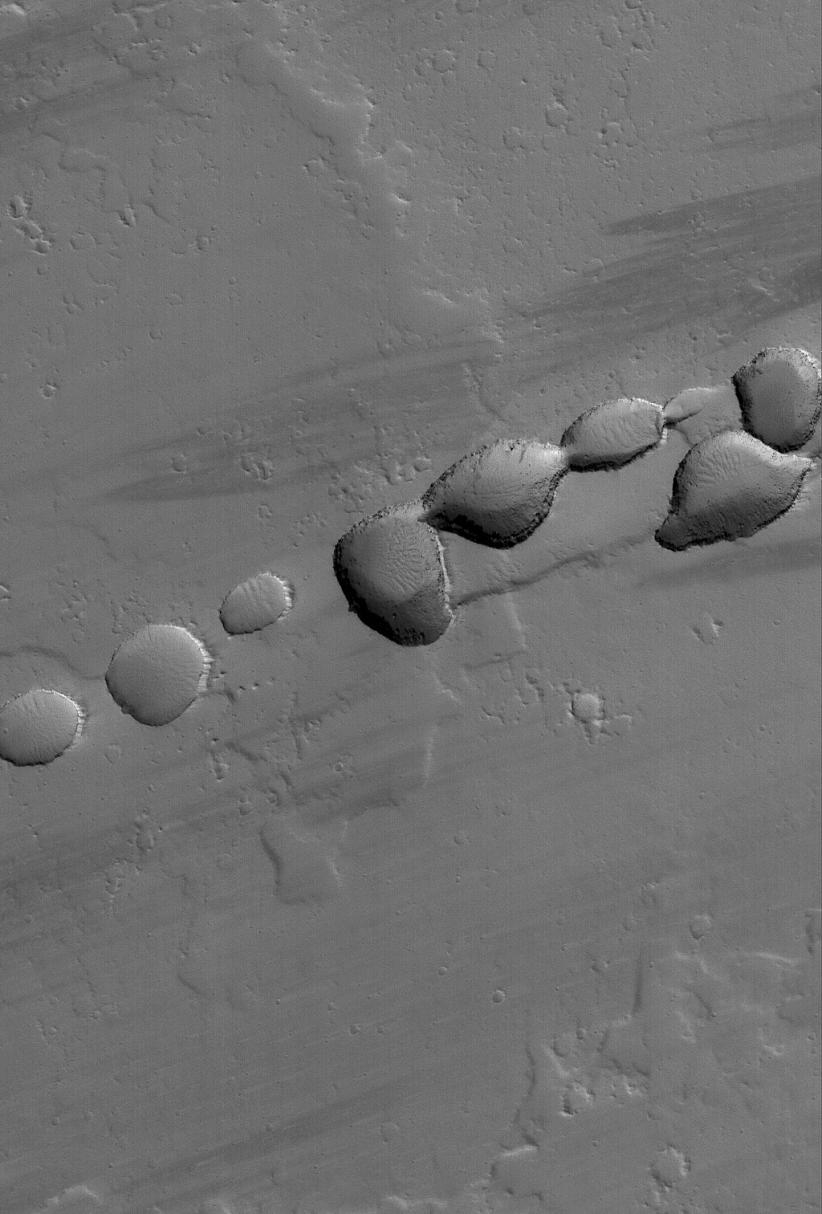
火星全球探勘者号拍摄的塔尔西斯丘西北陨坑坑链图像。

## 另请查看
- 火星山脉列表